# Evgen Savojski
Princ Evgen Savojski, avstrijski general, diplomat in državnik francoskega rodu, * 18. oktober 1663, Pariz, Francija, † 21. april 1736, Dunaj, Avstrija.

## Življenjepis
Evgen Savojski je bil rojen v Franciji kot sin italijanskega princa Evgena Mauricea Savojskega in vzgojen v pariških šolah. Francijo pa je zapustil, ko mu francoski kralj Ludvik XIV. ni hotel podeliti častniškega čina, češ da je premajhne postave. Vstopil je v avstrijsko vojsko in bil od takrat naprej zagrizen nasprotnik Francije. 
Prve vojaške izkušnje je pridobil pri obrambi Dunaja pred Turki leta 1683, ter kasneje v vojni s Francozi na Renu. Kmalu je se je začel vzpenjati v vojaški hierarhiji. Že leta 1691 je prevzel poveljstvo nad enotami v Italiji in dosegel nekaj zmag nad francosko vojsko. Leta 1697 se je vrnil v Avstrijo, kjer se je spet boril proti Turkom; tja ga je cesar poslal, ker je bil priljubljen tako pri vojakih kot pri oficirjih in je bilo upati na uspeh pri vojski, v kateri poprej ni bilo discipline.

### Boji vVojvodini
V Bitki pri Senti, ki je pod poveljevanjem Evgena Savojskega potekala 1697 med habsburško monarhijo in osmansko vojsko, so Avstrijci uničili turško mostišče na desnem bregu Tise in prepričljivo zmagali; v bitki naj bi padlo okoli 20.000 Turkov. Med ogromnim plenom - veliko ga je potonilo v reki - pa je bila največja dragocenost pridobitev pečata sultana Mustafa II., ki ga še danes hranijo na Dunaju.
1716 pa so avstrijske čete pod vodstvom istega Evgena Savojskega – „očeta Podonavskih Švabov” – osvobodile Banat. Najprej so iz dobro utrjene in do danes ohranjene petrovaradinske trdnjave v Bitki pri Tekijah 5. avgusta 1716 zadale Osmanom hud udarec.Še istega leta jeseni pa je prešla v roke kristjanov najpomembnejše banatsko mesto in trdnjava Temišvar, kar je omogočilo oživitev Čanadske škofije. Ker je bil Čanad opustošen, je postalo novo središče Segedin; škof Nádasdy je tam ustanovil stolni kapitelj in oživljal stare ter ustanavljal številne nove fare; tu so odprli šolo jezuiti, ki so poleg frančiškanov delovali v prid duhovne obnove.
Ne čudi torej, da so tako cerkvene kot svetne temišvarske oblasti skozi leto 2016 več mesecev nadvse slovesno praznovale spomin na dan, ko je pred tremi stoletji, 12. oktobra 1716, turški paša izobesil belo zastavo na temišvarski trdnjavi, in je tako Evgen Savojski neverjetno hitro uspel vrniti kristjanom celotno srednjeveško Ogrsko kraljestvo. Saj je bil to začetek verske in družabne obnove, ponovne naselitve in vsestranskega razvoja. Omenimo še, da je Mehmed paša takrat uvidel, da bo z vdajo lahko rešil življenje svojih vojakov. Princ Evgen pa je po viteško dovolil turški vojski prost umik z vso prtljago; in da ogorčeno ljudstvo ne bi napadlo neoboroženih poražencev, jim je določil v varstvo petsto konjenikov ter jim podaril še tisoč bojnih vozov. Ni ravnal tako podlo kot Turki sto štiriinšestdeset let prej, ki so kljub vdaji pred temišvarskimi vrati pred očmi turškega poveljnika izdajalsko umorili junaka Losoncija in njegove hrabre tovariše.

### Navajen zmagovati
Ob začetku španske nasledstvene vojne (1701–1714) se je vrnil v Italijo in tam spet nekajkrat porazil Francoze. Leta 1704 je sodeloval v bitki pri Blenheimu, se takoj po njej vrnil v Italijo, kjer je s svojo vojsko zasedel Torino in se vrnil nazaj na sever, kjer je sodeloval še v bitki pri Ourdenardu.
Po kratkem obdobju miru, se je vrnil na bojišče v boju proti Turkom in s svojo vojsko leta 1716 zasedel Beograd.
Med letoma 1716 in 1734 je bil guverner na Avstrijskem Nizozemskem.
Leta 1734 se je spet vrnil na bojišče in z avstrijsko vojsko posegel v poljsko nasledstveno vojno (1734–1735).

## Evgen Savojski pri Slovencih
Vojaški spopadi pod vodstvom Evgena Savojskega so za ozadje zgodovinskih povesti in romanov:
- Miroslav Malovrh. Ljubezen in junaštva strahopetnega praporščaka, 1910
- Peter Bohinjec: Za poklicem, 1912
- Ivan Tavčar: Visoška kronika, 1919

Po Evgenu Savojskem se je imenovala cesta čez Vršič (Prinz-Eugen-Strasse), ko so jo zgradili med prvo svetovno vojno. Po njem se je imenovala SS-divizija (7. SS-Freiwilligen-Gebirgs-Division „Prinz Eugen“), ki je med drugo svetovno vojno delovala na Balkanu.